# Operation (Informatik)
Als Operation bezeichnet man in der Informatik den kleinsten Verarbeitungsschritt einer Transaktion in einem Transaktionssystem zur Veränderung eines Datenbestandes.

## Beispiel zur Veranschaulichung
Die Kontenverwaltung einer Bank basiert auf einer Datenbank (Transaktionssystem) und wickelt täglich viele Tausende von Anfragen ab: Abhebungen, Einzahlungen, Konteneinrichtungen, Kontenauflösungen, Kreditvergaben, ... (Transaktionen). Jede dieser Anfragen besteht wiederum aus einer festen Folge von Verarbeitungsschritten (Operationen):
```
Transaktion „Betrag abheben“
1.   Lies das Guthaben des Kontos.
2.   Ist das Guthaben größer als der abzuhebende Betrag, dann
3.      ziehe vom Guthaben den abzuhebenden Betrag ab,
4.      schreibe das neue Guthaben ins Saldo und
5.      beende die Transaktion,
6.   ansonsten
7.      brich die Transaktion ab.
```

Die Aufgabe des Transaktionssystemes ist es, möglichst viele Transaktionen möglichst schnell abzuwickeln, ohne dass dabei Fehler auftreten. Obwohl für die Kontenverwaltung alle Anweisungsteile wichtig sind, sind für das Transaktionssystem deswegen nur diejenigen Operationen von Bedeutung, die den Datenbestand beeinflussen – in diesem Fall also:
- das Lesen (read) aus 1.,
- das Schreiben (write) aus 4.,
- das Beenden (commit) aus 5. und
- das Abbrechen (abort) aus 7.

## Formale Grundlagen
Die formalen Grundlagen von Transaktionssystemen basieren auf den beiden grundlegenden Operationen
- r(x) – read, das Lesen eines Datenelementes x
- w(x) – write, das Zuweisen eines Wertes zu einem Datenelement x
- c – commit, das Abschließen einer Transaktion
- a – abort, das Abbrechen einer Transaktion

Bei nicht-statischen Datenbanken – also solche, deren Datenbestand erweitert oder verringert werden kann – tauchen ferner auf:
- insert, das Einfügen eines neuen Datenelementes, und
- delete, das Entfernen eines bereits vorhandenen Datenelementes.